# Liga LEB Oro 2016-17
La temporada 2016-17 de LEB Oro fue la vigésimo primera edición de la segunda competición nacional de liga de baloncesto en España con su denominación actual. El campeón de liga asciende directamente a la Liga ACB, mientras que los clasificados del segundo al noveno puesto disputan un playoff donde el ganador asciende también a la primera categoría nacional del baloncesto español. El torneo estuvo compuesto por 18 equipos.
Al final de la temporada, el RETAbet.es GBC consiguió la primera posición y el ascenso directo a la Liga ACB. El Calzados Robusta y el Marín Peixegalego, en cambio, descendieron a LEB Plata.

## Equipos

### Ascensos y descensos (pretemporada)
Un total de 18 equipos disputaron la liga, incluyendo 14 de los que disputaron en la temporada 2015-16, dos descendidos de la Liga ACB 2015-16 y dos ascendidos de la LEB Plata 2015-16.
Después de su ascenso, el 23 de julio de 2016, el Sáenz Horeca Araberri anunció que no podía cumplir los requisitos en la liga. De todas formas, un mes más tarde, el club fue permitido para participar en la liga.
Equipos descendidos de Liga ACB
- Movistar Estudiantes (jugará en ACB ya que Quesos Cerrato Palencia rechazó a ascender debido a la imposibilidad de cumplir los requisitos)[4]

- RETAbet.es GBC

Equipos ascendidos de LEB Plata
- Marín Peixegalego
- Sáenz Horeca Araberri

Equipos ascendidos después de la expqnsión de la liga
- Actel Força Lleida (había descendido el año anterior)

### Pabellones y ubicaciones
| Equipo                             | Ciudad                | Pabellón                       | Capacidad |
| ---------------------------------- | --------------------- | ------------------------------ | --------- |
| Actel Força Lleida                 | Lérida                | Pabellón Barris Nord           | 6.100     |
| Cáceres Patrimonio de la Humanidad | Cáceres               | Multiusos Ciudad de Cáceres    | 6.500     |
| Cafés Candelas Breogán             | Lugo                  | Pazo dos Deportes              | 6.500     |
| CB Prat                            | El Prat de Llobregat  | Pabellón Joan Busquets         | 800       |
| Club Melilla Baloncesto            | Melilla               | Pabellón Javier Imbroda Ortiz  | 3.800     |
| Calzados Robusta                   | Logroño               | Palacio de los Deportes        | 4.000     |
| FC Barcelona Lassa B               | Barcelona             | Ciutat Esportiva Joan Gamper   | 472       |
| Leyma Coruña                       | La Coruña             | Pazo dos Deportes de Riazor    | 4.425     |
| Magia Huesca                       | Huesca                | Palacio Municipal de Huesca    | 4.906     |
| Marín Peixegalego                  | Marín                 | Pavillón Deportivo A Raña      | 1.500     |
| Ourense Provincia Termal           | Orense                | Pazo dos Deportes Paco Paz     | 5.500     |
| Palma Air Europa                   | Palma de Mallorca     | Polideportivo de Son Moix      | 3.800     |
| Quesos Cerrato Palencia            | Palencia              | Pabellón Municipal de Palencia | 5.016     |
| RETAbet.es GBC                     | San Sebastián         | Polideportivo Josean Gasca     | 2.500     |
| Sáenz Horeca Araberri              | Vitoria               | Polideportivo Mendizorrotza    | 4.000     |
| San Pablo Inmobiliaria Burgos      | Burgos                | Polideportivo El Plantío       | 2.500     |
| TAU Castelló                       | Castellón de la Plana | Pabellón Ciutat de Castelló    | 6.000     |
| Unión Financiera Oviedo            | Oviedo                | Polideportivo Pumarín          | 2.500     |

### Personal y proveedores
| Equipo                             | Presidente            | Entrenador                | Proveedor |
| ---------------------------------- | --------------------- | ------------------------- | --------- |
| Actel Força Lleida                 | Félix Gonzalez        | Borja Comenge             | Joma      |
| Cáceres Patrimonio de la Humanidad | José Manuel Sánchez   | Ñete Bohígas              | Vive      |
| Cafés Candelas Breogán             | Antonio Veiga         | Natxo Lezkano             | Élide     |
| CB Prat                            | Arseni Conde          | Roberto Sánchez           | Austral   |
| Club Melilla Baloncesto            | Jaime Auday           | Alejandro Alcoba          | Vive      |
| Calzados Robusta                   | Manuel de Miguel      | Antonio Pérez             | Mercury   |
| FC Barcelona Lassa B               | Josep Maria Bartomeu  | Alfred Julbe              | Nike      |
| Leyma Coruña                       | Juan Carlos Fernández | Tito Díaz                 | Altius    |
| Magia Huesca                       | Antonio Orús          | Guillermo Arenas          | Barri     |
| Marín Peixegalego                  | José Luis Santiago    | Javier Llorente           | Trezze    |
| Ourense Provincia Termal           | Jorge Bermello        | Gonzalo García de Vitoria | Vive      |
| Palma Air Europa                   | Fernando Moral        | Xavi Sastre               | Altius    |
| Quesos Cerrato Palencia            | Gonzalo Ibáñez        | Sergio García             | Discóbolo |
| RETAbet.es GBC                     | Nekane Arzallus       | Porfirio Fisac            | Mercury   |
| Sáenz Horeca Araberri              | Óscar Vázquez         | Arturo Álvarez            | Wibo      |
| San Pablo Inmobiliaria Burgos      | Jesús Martínez        | Diego Epifanio            | Hummel    |
| TAU Castelló                       | Luis García           | Antonio Ten               | Score     |
| Unión Financiera Oviedo            | Fernando Villabella   | Carles Marco              | Royal     |

### Cambios de entrenadores
| Equipo                 | Entrenador salido | Motivo de la salida | Fecha de salida     | Nuevo entrenador | Fecha de nombramiento | Posición en la tabla |
| ---------------------- | ----------------- | ------------------- | ------------------- | ---------------- | --------------------- | -------------------- |
| Actel Força Lleida     | Joaquín Prado     | Fin del contrato    | 15 de abril de 2016 | Borja Comenge    | 17 de julio de 2016   | Pre-season           |
| Cafés Candelas Breogán | Quique Fraga      | Fin del contrato    | 3 de mayo de 2016   | Natxo Lezkano    | 26 de agosto de 2016  | Pre-season           |
| Sáenz Horeca Araberri  | Sergio Jiménez    | Fin del contrato    | 13 de mayo de 2016  | Arturo Álvarez   | 30 de agosto de 2016  | Pre-season           |
| Magia Huesca           | Quim Costa        | Fin del contrato    | 15 de julio de 2016 | Sergio Jiménez   | 20 de julio de 2016   | Pre-season           |
| Magia Huesca           | Sergio Jiménez    | Destituido          | 16 de enero de 2017 | Guillermo Arenas | 17 de enero de 2017   | 17th (4–16)          |

## Liga Regular

### Clasificación de la liga
| Pos. | Equipo                                 | PJ | G  | P  | GF   | GC   | DG   | Pts | Ascenso, clasificación o descenso |
| ---- | -------------------------------------- | -- | -- | -- | ---- | ---- | ---- | --- | --------------------------------- |
| 1    | RETAbet.es GBC (C, P)                  | 34 | 25 | 9  | 2598 | 2468 | +130 | 59  | Ascenso a ACB                     |
| 2    | Cafés Candelas Breogán                 | 34 | 24 | 10 | 3030 | 2737 | +293 | 58  | Clasificación a playoffs          |
| 3    | San Pablo Inmobiliaria Burgos (P)      | 34 | 24 | 10 | 2787 | 2555 | +232 | 58  | Clasificación a playoffs          |
| 4    | Unión Financiera Baloncesto Oviedo (X) | 34 | 22 | 12 | 2741 | 2603 | +138 | 56  | Clasificación a playoffs          |
| 5    | Quesos Cerrato Palencia                | 34 | 22 | 12 | 2779 | 2680 | +99  | 56  | Clasificación a playoffs          |
| 6    | Leyma Coruña                           | 34 | 20 | 14 | 2748 | 2695 | +53  | 54  | Clasificación a playoffs          |
| 7    | Club Melilla Baloncesto                | 34 | 19 | 15 | 2642 | 2548 | +94  | 53  | Clasificación a playoffs          |
| 8    | Palma Air Europa                       | 34 | 19 | 15 | 2708 | 2669 | +39  | 53  | Clasificación a playoffs          |
| 9    | Ourense Provincia Termal               | 34 | 18 | 16 | 2586 | 2557 | +29  | 52  | Clasificación a playoffs          |
| 10   | Actel Força Lleida                     | 34 | 18 | 16 | 2612 | 2589 | +23  | 52  |                                   |
| 11   | Cáceres Patrimonio de la Humanidad     | 34 | 14 | 20 | 2568 | 2766 | −198 | 48  |                                   |
| 12   | Sáenz Horeca Araberri Basket           | 34 | 14 | 20 | 2664 | 2706 | −42  | 48  |                                   |
| 13   | CB Prat                                | 34 | 13 | 21 | 2626 | 2757 | −131 | 47  |                                   |
| 14   | FC Barcelona Lassa B                   | 34 | 13 | 21 | 2538 | 2606 | −68  | 47  |                                   |
| 15   | TAU Castelló                           | 34 | 12 | 22 | 2706 | 2779 | −73  | 46  |                                   |
| 16   | Magia Huesca                           | 34 | 11 | 23 | 2453 | 2623 | −170 | 45  |                                   |
| 17   | Calzados Robusta (R)                   | 34 | 10 | 24 | 2614 | 2743 | −129 | 44  | Descenso a LEB Plata              |
| 18   | Marín Peixegalego (R)                  | 34 | 8  | 26 | 2479 | 2798 | −319 | 42  | Descenso a LEB Plata              |

 Fuente: LEB Oro

### Evolución en la clasificación
| Equipo \ Jornada                   | 1              | 2  | 3  | 4  | 5  | 6  | 7  | 8  | 9  | 10 | 11 | 12 | 13 | 14 | 15 | 16 | 17 | 18 | 19 | 20 | 21 | 22 | 23 | 24 | 25 | 26 | 27 | 28 | 29 | 30 | 31 | 32 | 33 | 34 |   |
| ---------------------------------- | -------------- | -- | -- | -- | -- | -- | -- | -- | -- | -- | -- | -- | -- | -- | -- | -- | -- | -- | -- | -- | -- | -- | -- | -- | -- | -- | -- | -- | -- | -- | -- | -- | -- | -- | - |
| Equipo \ Jornada                   | RETAbet.es GBC | 5  | 4  | 2  | 3  | 3  | 2  | 5  | 4  | 4  | 1  | 4  | 3  | 5  | 2  | 2  | 4  | 3  | 2  | 3  | 2  | 3  | 2  | 3  | 1  | 2  | 1  | 1  | 1  | 1  | 1  | 1  | 1  | 1  | 1 |
| Cafés Candelas Breogán             | 1              | 1  | 1  | 1  | 2  | 4  | 3  | 3  | 1  | 2  | 1  | 4  | 1  | 4  | 7  | 5  | 4  | 4  | 2  | 3  | 4  | 6  | 5  | 2  | 3  | 2  | 2  | 2  | 2  | 2  | 2  | 2  | 2  | 2  |   |
| San Pablo Inmobiliaria Burgos      | 12             | 15 | 10 | 8  | 5  | 7  | 6  | 9  | 8  | 10 | 9  | 8  | 7  | 5  | 4  | 2  | 2  | 1  | 4  | 5  | 5  | 3  | 1  | 4  | 4  | 4  | 4  | 3  | 3  | 3  | 3  | 3  | 3  | 3  |   |
| Unión Financiera Oviedo            | 9              | 6  | 9  | 6  | 9  | 6  | 10 | 8  | 7  | 7  | 5  | 7  | 6  | 3  | 3  | 1  | 1  | 3  | 1  | 1  | 1  | 1  | 2  | 3  | 5  | 3  | 3  | 5  | 5  | 5  | 4  | 4  | 4  | 4  |   |
| Quesos Cerrato Palencia            | 2              | 2  | 6  | 7  | 6  | 5  | 4  | 5  | 5  | 5  | 2  | 1  | 2  | 1  | 1  | 3  | 5  | 5  | 5  | 4  | 2  | 4  | 4  | 5  | 1  | 5  | 5  | 4  | 4  | 4  | 5  | 5  | 5  | 5  |   |
| Leyma Coruña                       | 6              | 7  | 8  | 5  | 4  | 3  | 2  | 1  | 3  | 3  | 3  | 2  | 4  | 6  | 8  | 7  | 6  | 6  | 7  | 6  | 6  | 5  | 7  | 7  | 7  | 7  | 7  | 6  | 7  | 9  | 8  | 6  | 7  | 6  |   |
| Club Melilla Baloncesto            | 11             | 10 | 13 | 15 | 15 | 13 | 15 | 13 | 12 | 12 | 12 | 11 | 11 | 11 | 11 | 11 | 10 | 9  | 10 | 9  | 8  | 7  | 6  | 6  | 6  | 6  | 6  | 8  | 6  | 6  | 7  | 8  | 6  | 7  |   |
| Palma Air Europa                   | 14             | 12 | 12 | 9  | 11 | 8  | 7  | 10 | 9  | 8  | 10 | 10 | 10 | 10 | 10 | 10 | 11 | 13 | 12 | 12 | 11 | 11 | 10 | 10 | 10 | 10 | 10 | 10 | 9  | 8  | 9  | 9  | 9  | 8  |   |
| Ourense Provincia Termal           | 10             | 14 | 14 | 13 | 10 | 12 | 8  | 6  | 10 | 9  | 7  | 6  | 9  | 8  | 9  | 6  | 7  | 8  | 8  | 8  | 9  | 9  | 8  | 8  | 8  | 8  | 8  | 7  | 8  | 7  | 6  | 7  | 8  | 9  |   |
| Actel Força Lleida                 | 7              | 5  | 4  | 2  | 1  | 1  | 1  | 2  | 2  | 4  | 6  | 5  | 3  | 7  | 5  | 8  | 9  | 10 | 9  | 10 | 10 | 10 | 9  | 9  | 9  | 9  | 9  | 9  | 10 | 10 | 10 | 10 | 10 | 10 |   |
| Cáceres Patrimonio de la Humanidad | 17             | 17 | 18 | 18 | 17 | 17 | 17 | 17 | 15 | 16 | 14 | 12 | 12 | 12 | 12 | 13 | 13 | 12 | 13 | 14 | 13 | 12 | 12 | 12 | 11 | 11 | 11 | 11 | 11 | 11 | 11 | 11 | 11 | 11 |   |
| Sáenz Horeca Araberri              | 4              | 11 | 6  | 11 | 8  | 10 | 9  | 7  | 6  | 6  | 8  | 9  | 8  | 9  | 6  | 9  | 8  | 7  | 6  | 7  | 7  | 8  | 11 | 11 | 12 | 12 | 12 | 12 | 12 | 12 | 12 | 12 | 12 | 12 |   |
| CB Prat                            | 3              | 3  | 3  | 4  | 7  | 9  | 11 | 12 | 11 | 11 | 13 | 14 | 14 | 14 | 14 | 14 | 14 | 14 | 14 | 13 | 14 | 14 | 14 | 14 | 14 | 14 | 14 | 14 | 14 | 14 | 14 | 14 | 14 | 13 |   |
| FC Barcelona Lassa B               | 16             | 16 | 16 | 14 | 16 | 15 | 14 | 14 | 16 | 17 | 17 | 17 | 18 | 18 | 18 | 18 | 18 | 18 | 18 | 18 | 18 | 18 | 18 | 18 | 17 | 16 | 16 | 15 | 15 | 15 | 15 | 15 | 15 | 14 |   |
| TAU Castelló                       | 15             | 8  | 11 | 10 | 12 | 11 | 12 | 11 | 13 | 13 | 11 | 13 | 13 | 13 | 13 | 12 | 12 | 11 | 11 | 11 | 12 | 13 | 13 | 13 | 13 | 13 | 13 | 13 | 13 | 13 | 13 | 13 | 13 | 15 |   |
| Magia Huesca                       | 13             | 13 | 15 | 16 | 14 | 14 | 13 | 15 | 14 | 15 | 15 | 15 | 15 | 15 | 15 | 15 | 16 | 16 | 17 | 17 | 17 | 17 | 17 | 17 | 16 | 17 | 17 | 17 | 17 | 16 | 16 | 16 | 16 | 16 |   |
| Calzados Robusta                   | 18             | 18 | 17 | 17 | 18 | 18 | 18 | 18 | 18 | 18 | 18 | 18 | 16 | 16 | 16 | 16 | 15 | 15 | 15 | 15 | 15 | 15 | 15 | 15 | 15 | 15 | 15 | 16 | 16 | 17 | 17 | 17 | 17 | 17 |   |
| Marín Peixegalego                  | 8              | 9  | 7  | 12 | 13 | 16 | 16 | 16 | 17 | 14 | 16 | 16 | 17 | 17 | 17 | 17 | 17 | 17 | 16 | 16 | 16 | 16 | 16 | 16 | 18 | 18 | 18 | 18 | 18 | 18 | 18 | 18 | 18 | 18 |   |

### Resultados
| Casa \ Fuera | FLL   | CAC   | BRE     | PRA   | MEL    | ROB    | FCB   | COR    | MAR     | COB    | PLM    | HUE   | PAL   | GBC   | ARA     | SPA   | CAS    | OVI     |
| Lleida       |       | 78–66 | 88–77   | 67–65 | 87–82  | 56–80  | 71–64 | 80–89  | 73–79   | 78–66  | 73–72  | 78–59 | 78–80 | 71–73 | 88–80   | 78–80 | 92–69  | 70–68   |
| Cáceres      | 79–84 |       | 50–113  | 68–65 | 104–99 | 83–80  | 83–78 | 88–84  | 83–67   | 65–71  | 91–82  | 73–57 | 77–92 | 73–58 | 83–82   | 71–79 | 62–72  | 102–100 |
| Breogán      | 78–81 | 84–78 |         | 90–76 | 80–76  | 90–84  | 85–70 | 104–73 | 88–66   | 87–74  | 88–62  | 71–74 | 89–87 | 86–92 | 80–88   | 87–76 | 82–65  | 95–78   |
| Prat         | 74–73 | 66–88 | 84–92   |       | 77–87  | 79–70  | 77–78 | 76–81  | 96–81   | 84–72  | 56–82  | 93–78 | 62–81 | 80–70 | 106–100 | 65–73 | 84–101 | 79–97   |
| Melilla      | 75–65 | 79–72 | 101–105 | 77–71 |        | 90–75  | 64–80 | 63–55  | 91–63   | 80–77  | 74–68  | 79–67 | 88–76 | 76–78 | 80–72   | 77–66 | 82–71  | 71–51   |
| Clavijo      | 84–87 | 80–56 | 87–109  | 73–76 | 75–83  |        | 80–71 | 85–96  | 83–77   | 93–77  | 70–101 | 53–73 | 81–76 | 73–78 | 68–82   | 72–79 | 81–66  | 64–65   |
| Barça B      | 79–74 | 88–75 | 82–93   | 72–84 | 61–67  | 83–77  |       | 69–84  | 92–74   | 70–79  | 69–77  | 97–84 | 65–74 | 55–63 | 78–70   | 71–76 | 68–81  | 90–82   |
| Coruña       | 83–71 | 83–69 | 94–85   | 90–97 | 77–66  | 62–71  | 93–85 |        | 71–65   | 79–67  | 92–88  | 95–66 | 82–88 | 93–88 | 79–65   | 83–76 | 89–76  | 75–88   |
| Marín        | 62–85 | 77–68 | 77–99   | 76–84 | 78–72  | 81–83  | 67–79 | 73–67  |         | 78–86  | 65–78  | 73–71 | 74–84 | 90–98 | 76–60   | 79–89 | 77–83  | 65–76   |
| Ourense      | 76–60 | 79–55 | 75–88   | 74–79 | 77–72  | 79–72  | 69–71 | 81–71  | 74–54   |        | 79–82  | 81–65 | 68–76 | 79–85 | 71–76   | 62–58 | 82–81  | 72–77   |
| Palma        | 92–82 | 97–83 | 96–86   | 84–72 | 85–82  | 94–79  | 63–86 | 86–73  | 80–69   | 95–107 |        | 79–72 | 77–79 | 67–75 | 70–63   | 62–57 | 101–89 | 69–83   |
| Huesca       | 77–67 | 77–60 | 65–86   | 83–76 | 61–68  | 75–84  | 73–71 | 73–80  | 102–105 | 81–92  | 82–67  |       | 63–76 | 62–75 | 79–81   | 61–68 | 78–76  | 77–70   |
| Palencia     | 77–85 | 89–74 | 97–89   | 88–77 | 87–84  | 89–77  | 67–69 | 79–75  | 94–61   | 83–77  | 78–79  | 77–69 |       | 92–83 | 82–94   | 65–93 | 79–78  | 72–70   |
| GBC          | 71–65 | 81–70 | 80–65   | 76–65 | 66–61  | 75–70  | 87–81 | 86–68  | 83–64   | 65–70  | 78–73  | 69–58 | 73–69 |       | 69–54   | 78–66 | 83–81  | 87–78   |
| Araberri     | 87–75 | 80–86 | 86–84   | 74–82 | 92–84  | 87–71  | 72–65 | 85–89  | 82–71   | 73–79  | 76–81  | 71–75 | 83–90 | 77–60 |         | 70–87 | 87–76  | 75–86   |
| Burgos       | 81–88 | 91–69 | 83–92   | 87–64 | 89–75  | 100–89 | 85–77 | 86–89  | 69–67   | 79–60  | 85–66  | 86–78 | 97–71 | 85–78 | 97–84   |       | 105–81 | 106–83  |
| Castelló     | 77–80 | 82–86 | 88–96   | 94–79 | 77–64  | 83–76  | 76–64 | 88–82  | 86–93   | 75–80  | 86–77  | 65–72 | 96–94 | 79–73 | 81–83   | 77–87 |        | 63–64   |
| Oviedo       | 88–84 | 88–78 | 104–107 | 80–74 | 62–73  | 85–74  | 80–60 | 82–72  | 89–55   | 70–74  | 90–76  | 81–66 | 93–89 | 72–64 | 78–72   | 86–66 | 97–87  |         |

### Playoffs
Tras la temporada regular se disputaron las eliminatorias por el ascenso, en las que compitieron los equipos que acabaron entre la 2ª y la 9ª posición de la tabla. El Unión Financiera Oviedo fue el primer cabeza de serie tras ganar la Copa Princesa.
|  | Cuartos de final                  | Cuartos de final         |                                   |                             | Semifinales | Semifinales |  |                             | Final                    | Final                    |  |
|  | El mejor de 5 encuentros          | El mejor de 5 encuentros |                                   |                             |             |             |  |                             | El mejor de 5 encuentros | El mejor de 5 encuentros |  |
|  |                                   |                          |                                   |                             |             |             |  |                             |                          |                          |  |
|  |                                   |                          |                                   |                             |             |             |  |                             |                          |                          |  |
|  | 4 - Unión Financiera Oviedo       | 3                        |                                   |                             |             |             |  |                             |                          |                          |  |
|  | 4 - Unión Financiera Oviedo       | 3                        |                                   |                             |             |             |  |                             |                          |                          |  |
|  | 9 - Ourense Provincia Termal      | 1                        |                                   |                             |             |             |  |                             |                          |                          |  |
|  | 9 - Ourense Provincia Termal      | 1                        |                                   | 4 - Unión Financiera Oviedo | 1           |             |  |                             |                          |                          |  |
|  |                                   |                          |                                   | 4 - Unión Financiera Oviedo | 1           |             |  |                             |                          |                          |  |
|  |                                   |                          | 5 - Quesos Cerrato Palencia       | 3                           |             |             |  |                             |                          |                          |  |
|  | 5 - Quesos Cerrato Palencia       | 3                        | 5 - Quesos Cerrato Palencia       | 3                           |             |             |  |                             |                          |                          |  |
|  | 5 - Quesos Cerrato Palencia       | 3                        |                                   |                             |             |             |  |                             |                          |                          |  |
|  | 6 - Leyma Coruña                  | 2                        |                                   |                             |             |             |  |                             |                          |                          |  |
|  | 6 - Leyma Coruña                  | 2                        |                                   |                             |             |             |  | 5 - Quesos Cerrato Palencia | 0                        |                          |  |
|  |                                   |                          |                                   |                             |             |             |  | 5 - Quesos Cerrato Palencia | 0                        |                          |  |
|  |                                   |                          | 3 - San Pablo Inmobiliaria Burgos | 3                           |             |             |  |                             |                          |                          |  |
|  | 2 - Cafés Candelas Breogán        | 3                        | 3 - San Pablo Inmobiliaria Burgos | 3                           |             |             |  |                             |                          |                          |  |
|  | 2 - Cafés Candelas Breogán        | 3                        |                                   |                             |             |             |  |                             |                          |                          |  |
|  | 8 - Palma Air Europa              | 2                        |                                   |                             |             |             |  |                             |                          |                          |  |
|  | 8 - Palma Air Europa              | 2                        |                                   | 2 - Cafés Candelas Breogán  | 0           |             |  |                             |                          |                          |  |
|  |                                   |                          |                                   | 2 - Cafés Candelas Breogán  | 0           |             |  |                             |                          |                          |  |
|  |                                   |                          | 3 - San Pablo Inmobiliaria Burgos | 3                           |             |             |  |                             |                          |                          |  |
|  | 3 - San Pablo Inmobiliaria Burgos | 3                        | 3 - San Pablo Inmobiliaria Burgos | 3                           |             |             |  |                             |                          |                          |  |
|  | 3 - San Pablo Inmobiliaria Burgos | 3                        |                                   |                             |             |             |  |                             |                          |                          |  |
|  | 7 - Club Melilla Baloncesto       | 0                        |                                   |                             |             |             |  |                             |                          |                          |  |
|  | 7 - Club Melilla Baloncesto       | 0                        |                                   |                             |             |             |  |                             |                          |                          |  |
|  |                                   |                          |                                   |                             |             |             |  |                             |                          |                          |  |